# Daimler DE36
Der Daimler DE36 ist ein Oberklassefahrzeug des britischen Automobilherstellers Daimler, das von 1946 bis 1953 in geringen Stückzahlen produziert wurde. Wegen seines Reihenachtzylindermotors wird er in Anlehnung an eine in der Vorkriegszeit übliche Bezeichnung auch Daimler Straight Eight genannt. Er ist das größere Schwestermodell des mit einem Sechszylindermotor ausgestatteten Daimler DE27 und gehörte in der unmittelbaren Nachkriegszeit zu den größten und teuersten britischen Autos. Die meisten DE36 wurden mit Karosserien von Hooper ausgeliefert; einige Chassis erhielten aber auch individuelle Aufbauten anderer Karosseriehersteller. Viele von ihnen wurden als Staatskarossen verwendet. Zu den bekanntesten Sondermodellen auf DE36-Basis gehören die Green-Goddess-Cabriolets sowie einige Exemplare der sogenannten Docker Daimlers.

## Entstehungsgeschichte

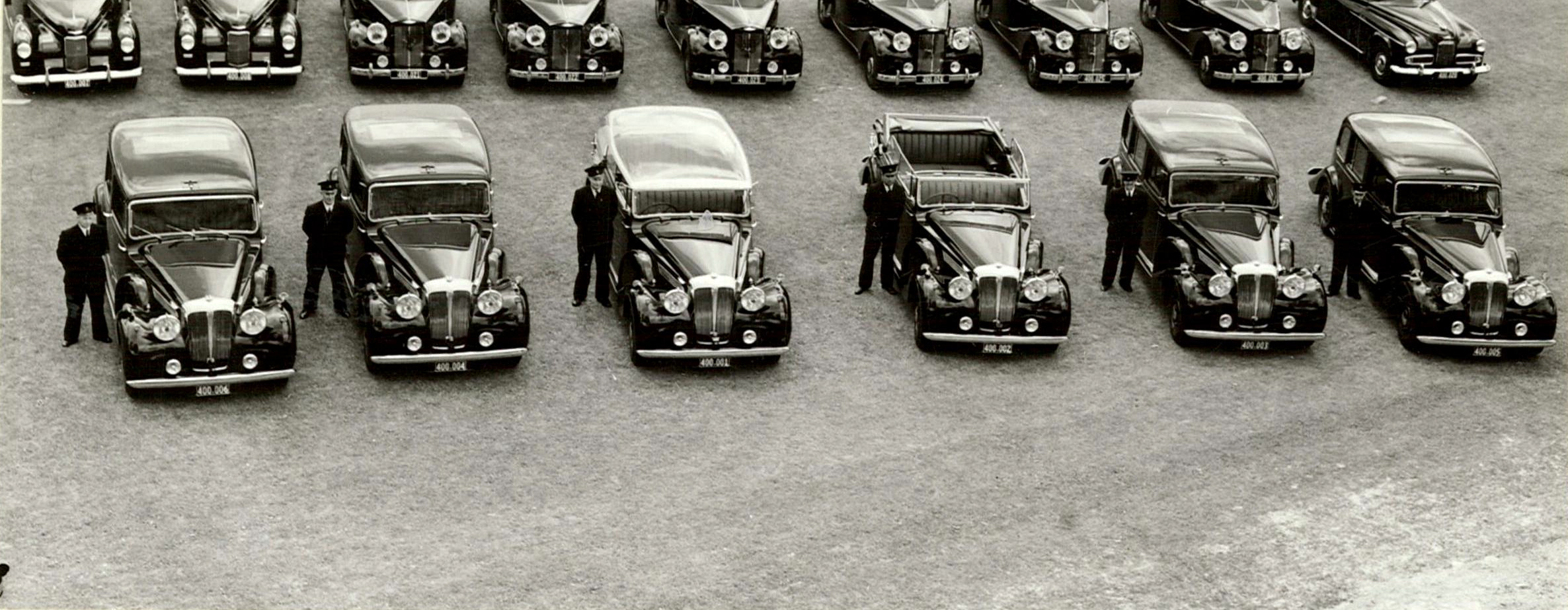
Eine Flotte von Daimler Straight Eights im königlichen Fuhrpark (1952)

Die 1896 gegründete Daimler Motor Company war in der ersten Hälfte des 20. Jahrhunderts einer der exklusivsten britischen Automobilhersteller. Das seit 1910 zur Birmingham Small Arms Company (BSA) gehörende Unternehmen aus Coventry lieferte regelmäßig Fahrzeuge für das britische Königshaus. Nach dem Ende des Zweiten Weltkriegs, in dessen Verlauf Daimler vor allem leichte Panzerwagen produziert hatte, nahm das Unternehmen mit einer dreigliedrigen Modellpalette die zivile Automobilproduktion wieder auf. Der DE36 war das Spitzenmodell, darunter war der weitgehend baugleiche, aber kürzere DE27 positioniert, während der DB18 der kleinste und preiswerteste Daimler war. Mit diesen Fahrzeugen, die nominell Neukonstruktionen waren, in vielen Details aber Verwandtschaft mit Vorkriegsautos hatten, versuchte Daimler ab 1946, an die Vorkriegsstellung anzuknüpfen. Das gelang nur vorübergehend. Zum einen übernahm Austin mit dem bei Vanden Plas gebauten Princess nach und nach die Marktführung im Segment der Chauffeurlimousinen. Zum anderen verlor Daimler durch das extrovertierte Verhalten von Lady Norah Docker, der Frau des BSA-Direktors Bernard Docker, in den 1950er-Jahren zunehmend an Reputation, sodass die Marktanteile auch im Vergleich zu Bentley und Rolls-Royce immer weiter zurückgingen.
Der DE36 war der letzte Daimler und zugleich das letzte frei verkäufliche britische Auto mit einem Reihenachtzylindermotor. Während der DE27 bereits 1951 vom Regency abgelöst wurde, blieb der große DE36 bis 1953 im Programm. Sein Nachfolger war der Regina/DK400, der technisch eine verlängerte Version des Regency war. Er hatte einen Reihensechszylindermotor.

## Modellbeschreibung

### Chassis und Fahrwerk
Chassis und Fahrwerk wurden von Daimlers Chefingenieur C. M. Simpson entworfen. Die Konstruktionsmerkmale stimmen abgesehen vom längeren Radstand (3734 mm statt 3515 mm) mit denen des DE27 überein. Beide Wagen haben einen separaten Stahlrahmen. Die seitlichen Rahmenteile sind durch kreuzförmige Verstrebungen miteinander verbunden. Vorn hat der DE36 Einzelradaufhängung mit doppelten Querlenkern und Schraubenfedern. Hinten ist eine Starrachse mit Blattfedern eingebaut.

### Motor und Kraftübertragung
Der Daimler DE36 wird von einem Reihenachtzylindermotor angetrieben. Er ist eine um zwei Zylinder verlängerte Version des im DE27 verwendeten Reihensechszylinders, den Daimler während des Krieges für den leichten Panzerwagen Armoured Car gebaut hatte. Bohrung und Hub des Sechs- und des Achtzylindermotors stimmen überein (jeweils 85 × 120 mm); der Hubraum des Achtzylindermotors im DE36 beträgt 5460 cm³. Der Motorblock besteht aus Grauguss. Jeder Zylinder hat ein Ein- und ein Auslassventil, die über Stoßstangen gesteuert werden. Das Gemisch wird von zwei SU-Vergasern aufbereitet. Die maximale Leistung liegt bei 150 bhp (152 PS, 110 kW). Die Kraftübertragung übernimmt Daimlers Fluid Flywheel genanntes Vorwählgetriebe.

### Karosserien
Die DE36-Fahrgestelle konnten mit unterschiedlichen Karosserien ausgestattet werden. Standardaufbauten kamen von Barker bzw. Hooper, Freestone & Webb und Windover. Außerdem bot Daimler den DE36 auch als fahrbereites Chassis ohne Karosserie an, auf dessen Grundlage einige unabhängige Karosseriehersteller im Auftrag einzelner Kunden individuelle Aufbauten fertigten.

#### Hooper und Barker

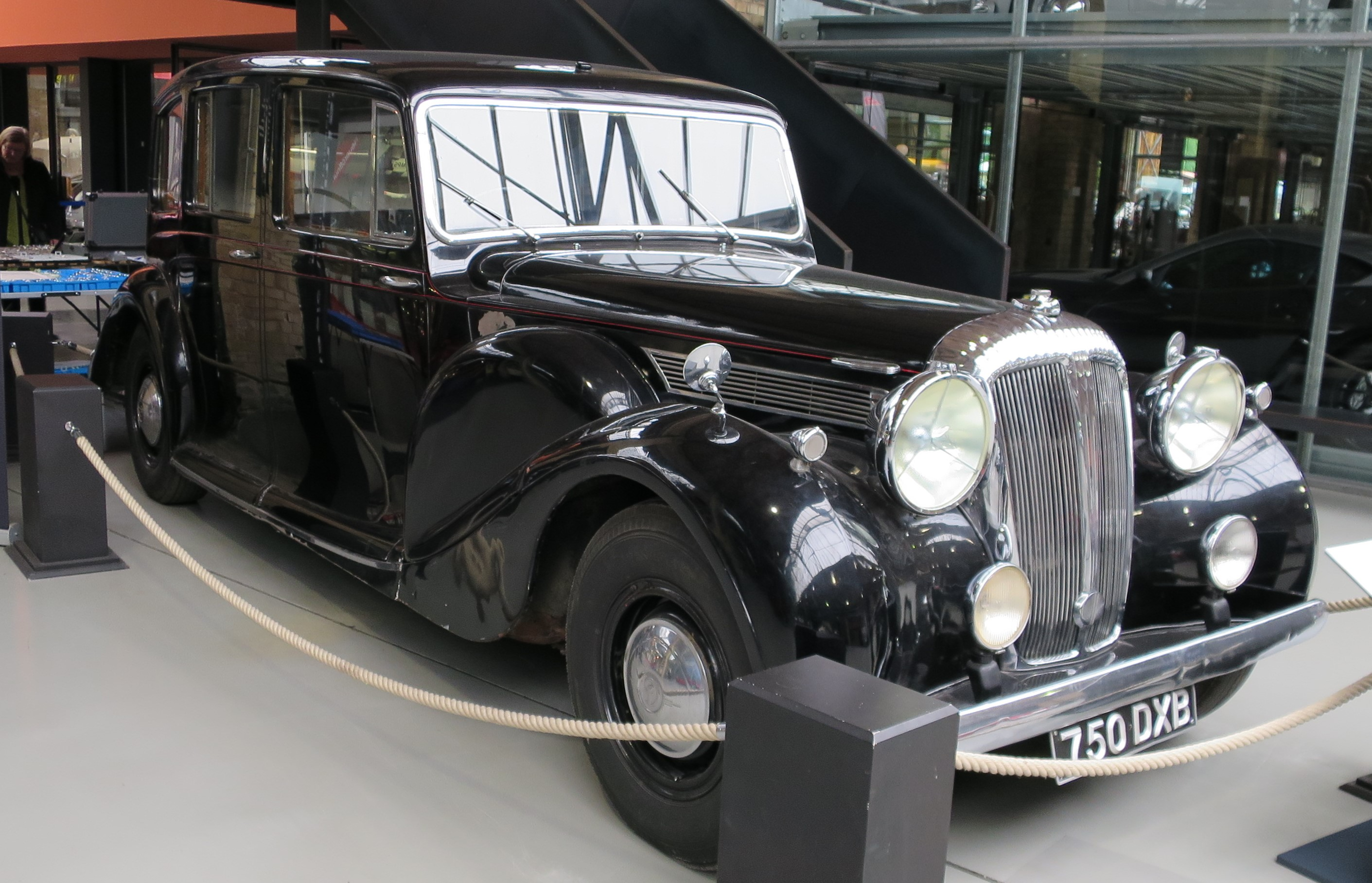
Daimler DE36 mit Hooper-Aufbau

114 Aufbauten fertigte der wie Daimler zum BSA-Konzern gehörende Karosseriehersteller Hooper, der schon in der Zwischenkriegszeit die Rolle eines Werkslieferanten eingenommen hatte. Einige von ihnen liefen unter der Marke Barker, die bereits 1938 von Hooper übernommen worden war. Die meisten von ihnen waren standardisierte Limousinenkarosserien, die weitgehend unverändert auch für die kleineren DE-27-Fahrgestelle geliefert wurden. Sie waren vor allem für den Mietwagenbetrieb gedacht. Äußerlich unterscheiden sich Hoopers Karosserien für den DE36 von denen für den DE27 durch die Position der Reserveräder: Beim DE36 sind sie an den Fahrzeugseiten in die vorderen Kotflügel eingelassen, während Hoopers DE27-Aufbauten keine außen angebrachten Reserveräder haben.
Abweichend von diesen Standardkarosserien erhielten einzelne DE-36-Chassis allerdings individuelle Aufbauten von Hooper. Teilweise orientierten sie sich an dem auch auf verschiedenen anderen Fahrgestellen verwirklichten Hooper-Empress-Stil.

#### Freestone & Webb

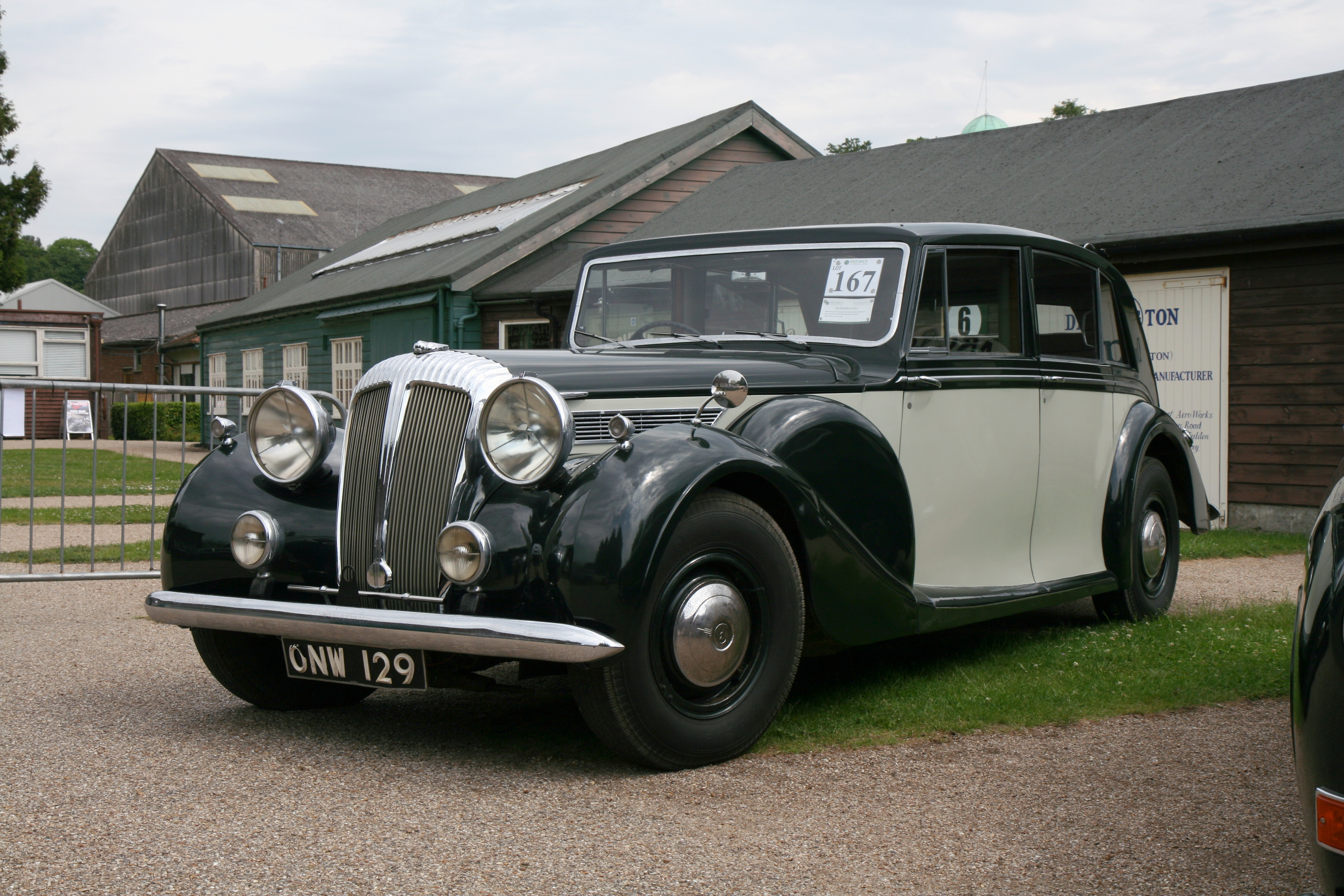
Daimler DE36 Touring Limousine von Freestone & Webb

Sechs weitere DE-36-Chassis wurden von dem Londoner Karosseriebauunternehmen Freestone & Webb als Touring Limousine eingekleidet. Die Touring Limousinen haben frei stehende Kotflügel und eine abgeschnitten wirkende Heckpartie, die im englischen Sprachraum als razor-edged bezeichnet wird. Sie waren nach Wunsch mit oder ohne Trennwand lieferbar und konnten als Chauffeurauto oder zum Selbstfahren vorbereitet werden.
Daneben baute Freestone & Webb zwei Fixed Head Saloons mit vier Türen, zwei Seitenfenstern, lang auslaufenden vorderen Kotflügeln und rundlichem Stufenheck. Der Aufbau war 5700 mm lang, 1900 mm breit und mit 1550 mm im Vergleich zu den anderen DE-36-Modellen vergleichsweise niedrig. Das erste Exemplar (Chassis Nr. 51238) entstand im Auftrag eines jamaikanischen Holzhändlers. Es war grau lackiert, hatte vergoldete Verzierungen und einen mit hellem Holz ausgekleideten Innenraum. Der Wagen war mit einer Klimaanlage ausgestattet. Die Fertigstellung des Autos dauerte zwei Jahre; ausgeliefert wurde es im Frühjahr 1949. Für die im Herbst 1949 stattfindende Earls Court Motor Show baute Freestone & Webb ein zweites Exemplar mit Zweifarbenlackierung. Es hatte eine beigefarbene Karosserie mit dunkelbraunen Kotflügeln sowie einen anders ausgestalteten Innenraum.

#### Windover

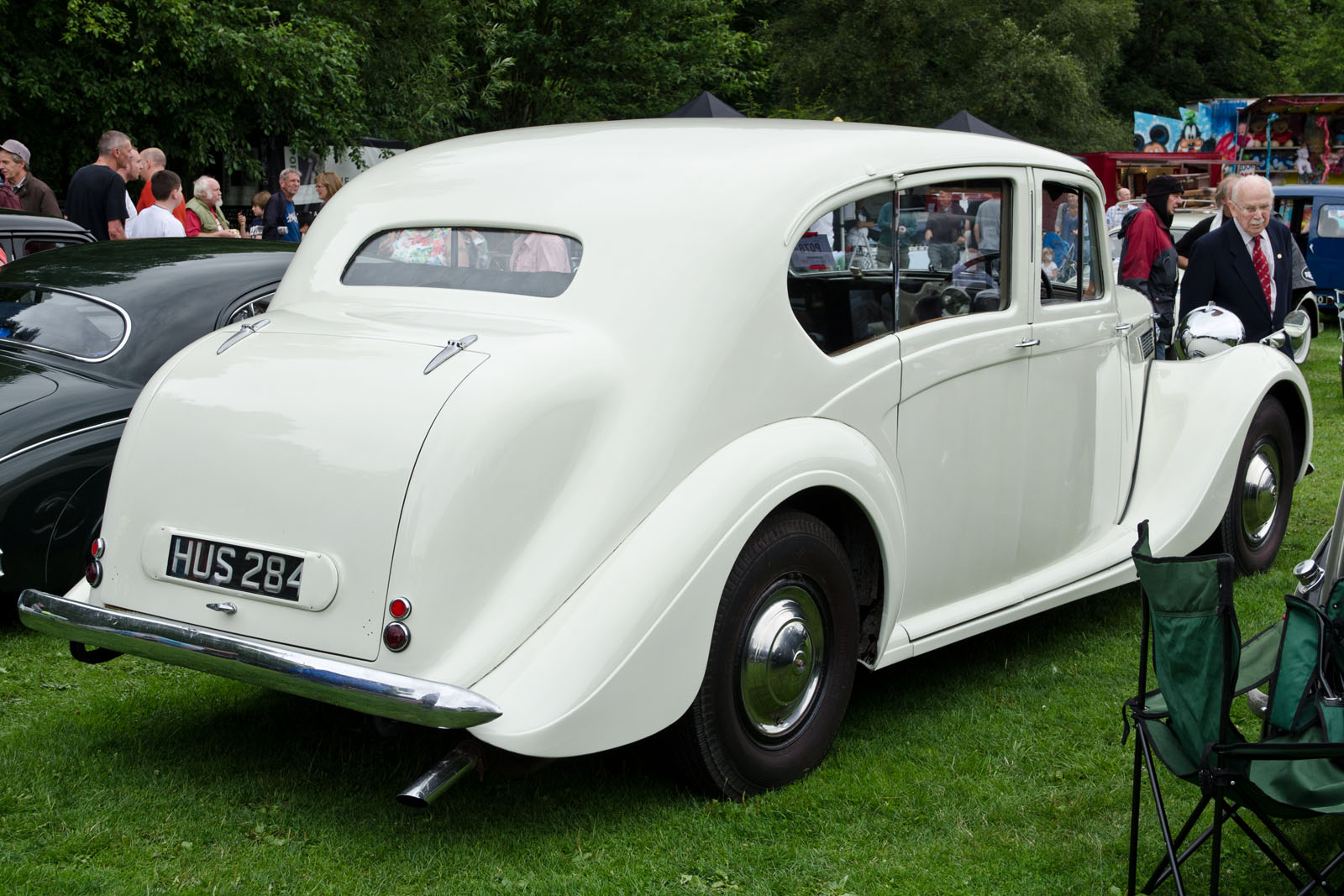
Four-Light-Saloon von Windover, Design Nr. 136 (hier auf einem DE-27-Fahrgestell)

Das traditionsreiche Londoner Karosseriebauunternehmen Windover entwarf zwei Aufbauvarianten, die gleichermaßen auf DE27- und DE36-Fahrgestelle passten. Von beiden Typen zusammen baute Windover 50 Karosserien, von denen insgesamt zehn auf DE-36-Fahrgestelle gebaut wurden. Alle Aufbauten Windovers bestehen aus in Handarbeit geformten Stahlblechen, die von einem Gerüst aus Eschenholz getragen werden.
- Der erste Windover-Entwurf, der die interne Bezeichnung Nr. 116 trägt, ist eine Chauffeurlimousine mit Trennwand zwischen Fahrer- und Fahrgastraum und drei Fenstern auf jeder Fahrzeugseite (im englischen Sprachraum: Six Light). Sowohl die vorderen als auch die hinteren Türen sind hinten angeschlagen. Anders als bei den Aufbauten von Hooper und Freestone & Webb ist der Kofferraum separat ausgebildet. Der ursprüngliche Auftrag ging über 50 Aufbauten, tatsächlich entstanden von 1946 bis 1949 aber nur 30, von denen fünf auf die großen DE36-Fahrgestelle montiert wurden, während der Rest für den DE27 verwendet wurde.

- Das zweite Design (Nr. 136) ist ein sechssitziger Saloon ohne Trennwand, den Windover zwischen Mai 1947 und Mai 1949 insgesamt zwanzigmal baute. Auch von ihm waren fünf Aufbauten für den DE36-Fahrgestelle vorgesehen. Anders als bei der Limousine Nr. 116 fällt die Gürtellinie am Fahrzeugheck leicht ab. Außerdem fehlt die durchgehende C-Säule. Die Fenster der hinteren Türen treffen unmittelbar auf die hinteren Seitenfenster. Dadurch entsteht der Eindruck eines großen Seitenfensters.

#### Weitere Aufbauten
Hinzu kommt etwa ein Dutzend Individualaufbauten unterschiedlicher Karosseriehersteller:
- Das Londoner Karosseriebauunternehmen Lancefield stellte 1948 zwei oder drei DE-36-Limousinen mit behindertengerecht umgebautem Innenraum her, die „nicht besonders attraktiv“ aussahen.[19]
- Wahrscheinlich lieferte auch Charlesworth einzelne Aufbauten für den DE36; das dürften einige der letzten Arbeiten des Unternehmens vor der Betriebseinstellung 1950 gewesen sein.[20]
- Saoutchik in Frankreich baute 1952 eine viertürige Limousine mit hohem Dach, großen Glasflächen und viel Ornat im Art-déco-Stil für den saudi-arabischen König Abd al-Aziz ibn Saud.[21]

## Verwandte Modelle:Green Goddessund Docker Daimlers
Auf dem Fahrgestell des DE36 basierten einige Sondermodelle, die Hooper mit außergewöhnlichen Karosserien versah. Die zeitgenössische Presse gab den Autos individuelle Bezeichnungen, die noch heute verwendet werden.

### Green Goddess

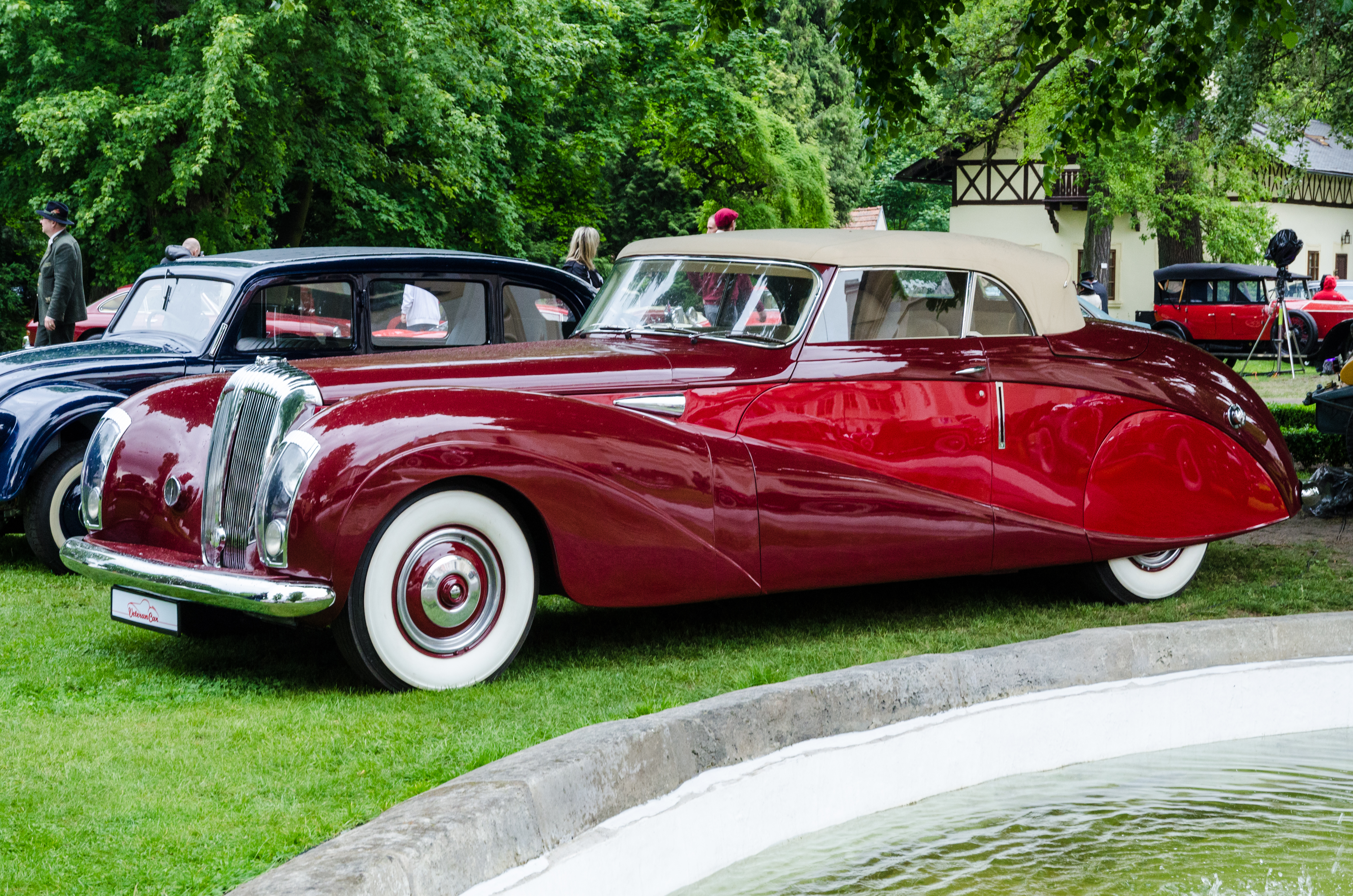
DE36 „Green Goddess“

Den Anfang machte 1948 das zweitürige, fünfsitzige Cabriolet Green Goddess (deutsch: Grüne Göttin), das als Ausstellungsstück für die British International Motor Show gedacht war. Der über 6 Meter lange Green Goddess nahm das von Osmond Rivers geschaffene Designkonzept der Hooper Empress Line vorweg, das ab 1950 in der Daimler-Empress-Reihe in verschiedenen Versionen serienmäßig produziert wurde. Besondere stilistische Merkmale des Green Goddess waren lang auslaufende vordere Kotflügel, das Fehlen hinterer Kotflügel sowie Scheinwerfer, die hinter einer Abdeckung aus transparentem Kunststoff („Perspex“) montiert waren. Green Goddess wurde einige Jahre lang vom BSA-Vorstand Bernard Docker und seiner Frau Norah als Privatfahrzeug genutzt. Im Anschluss an das Ausstellungsstück (Fahrgestellnummer 51223) baute Hooper noch fünf, sieben oder acht sehr ähnliche Fahrzeuge, die zu einem Stückpreis von mehr als 7.000 £ verkauft wurden. Vier von ihnen existieren im 21. Jahrhundert noch. Einer Quelle zufolge wurden außerdem mindestens zwei Rolls-Royce-Fahrgestelle mit einer Green-Goddess-Karosserie ausgestattet.

### Docker Daimlers

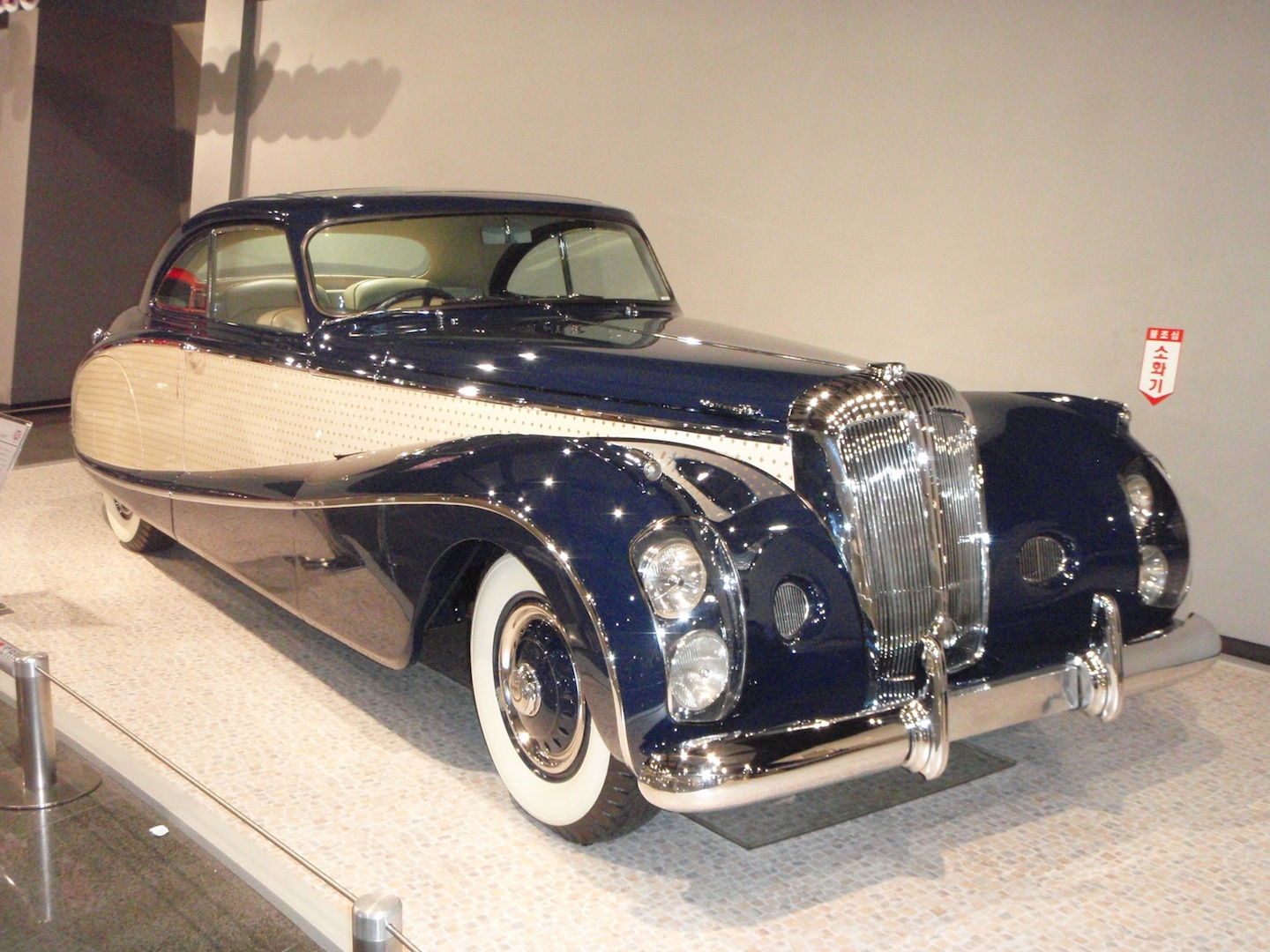
Zweiter Docker Daimler: „Blue Clover“ (1952)

Der Green Goddess, der Daimler landesweit und auch international in die Presse gebracht hatte, war der konzeptionelle Vorläufer der sogenannten Docker Daimlers. An seinen Medienerfolg knüpfte die Idee an, jährlich ein außergewöhnliches Show Car auf der British Motor Show in Earls Court zu zeigen. Sie ging auf Norah Docker zurück, die der noch immer als behäbig wahrgenommenen Marke Daimler auf diese Weise dauerhaft mehr öffentliche Aufmerksamkeit verschaffen wollte. In der Zeit von 1951 bis 1955 entstanden auf dieser Grundlage insgesamt fünf Docker Daimlers, deren Form jeweils Osmond Rivers entworfen hatte. Norah Docker ließ bei allen von ihnen außergewöhnliche Detailergänzungen wie vergoldete Stoßstangen, Innenraumverkleidungen aus Reptilienleder oder 7000 handgemalte Sterne auf der Lackierung anbringen, die für das gewünschte Aufsehen sorgten, teilweise aber als geschmacklos oder vulgär empfunden wurden. Die ersten beiden Docker Daimlers, die Limousine The Gold Car von 1951 und das Coupé Blue Clover von 1952, basierten auf DE36-Fahrgestellen. Sie blieben Einzelstücke. Die Autos der Jahre 1953, 1954 und 1955 hatten jüngere Daimler-Fahrgestelle als Grundlage.

## Preise
Der Daimler DE36 war eines der teuersten britischen Autos seiner Zeit. Der Preis für einen als Limousine karossierten DE36 lag 1947 bei 6.410 £ einschließlich Steuern. Das entsprach dem Gegenwert von 21 Ford Anglia. Im gleichen Jahr kostete ein Bristol 400, der erst kurz zuvor auf den Markt gekommen war, 2.375 £, ein Jaguar Mark IV 1.263 £ und ein Bentley Mark VI mit Standardkarosserie 4.038 £.

## Produktion
Der Produktionsumfang des DE36 ist nicht zweifelsfrei geklärt. Je nach Quelle stellte Daimler in der Zeit von 1946 bis 1953 insgesamt 205 oder 216 Chassis her. Ob alle Chassis tatsächlich mit einer Karosserie versehen wurden, ist unsicher. Eine Quelle geht davon aus, dass lediglich 145 Autos komplettiert wurden.
Die Produktion erfolgte nicht kontinuierlich, sondern war mehrfach unterbrochen. Einige Chassis standen eine längere Zeit im Werk, bevor sie an Hooper oder einen anderen Karosseriehersteller geliefert wurden. In einem Fall ist eine Zeitspanne von zwei Jahren zwischen der Fertigstellung des Chassis und dem Bau der Karosserie belegt.
Viele Daimler DE36 wurden als Staatskarossen an Königshäuser geliefert. Zu den DE36-Kunden gehörten neben dem britischen Königshaus Bhumibol Adulyadej, der König von Thailand, Haile Selassie, der Kaiser von Abessinien und Mohammed Zahir Schah, der König von Afghanistan.

## Der Daimler DE36 im Motorsport
Tommy Wisdom, Lord Selsdon und Anthony Hume nahmen 1952 mit einem Daimler DE36 mit Hooper-Aufbau an der Rallye Monte Carlo teil. Sie starteten in Lissabon und kamen ins Ziel, waren aber nicht klassiert.